# (37910) 1998 FS84
1998 FS84 (asteroide 37910) é um asteroide da cintura principal. Possui uma excentricidade de 0.16655640 e uma inclinação de 15.13576º.
Este asteroide foi descoberto no dia 24 de março de 1998 por LINEAR em Socorro.